# Brickellia
Brickellia là một chi thực vật có hoa trong họ Cúc (Asteraceae).

## Loài
Chi Brickellia gồm các loài: